# Zophodia
Zophodia är ett släkte av fjärilar som beskrevs av Jacob Hübner 1825. Zophodia ingår i familjen mott.

## Bildgalleri

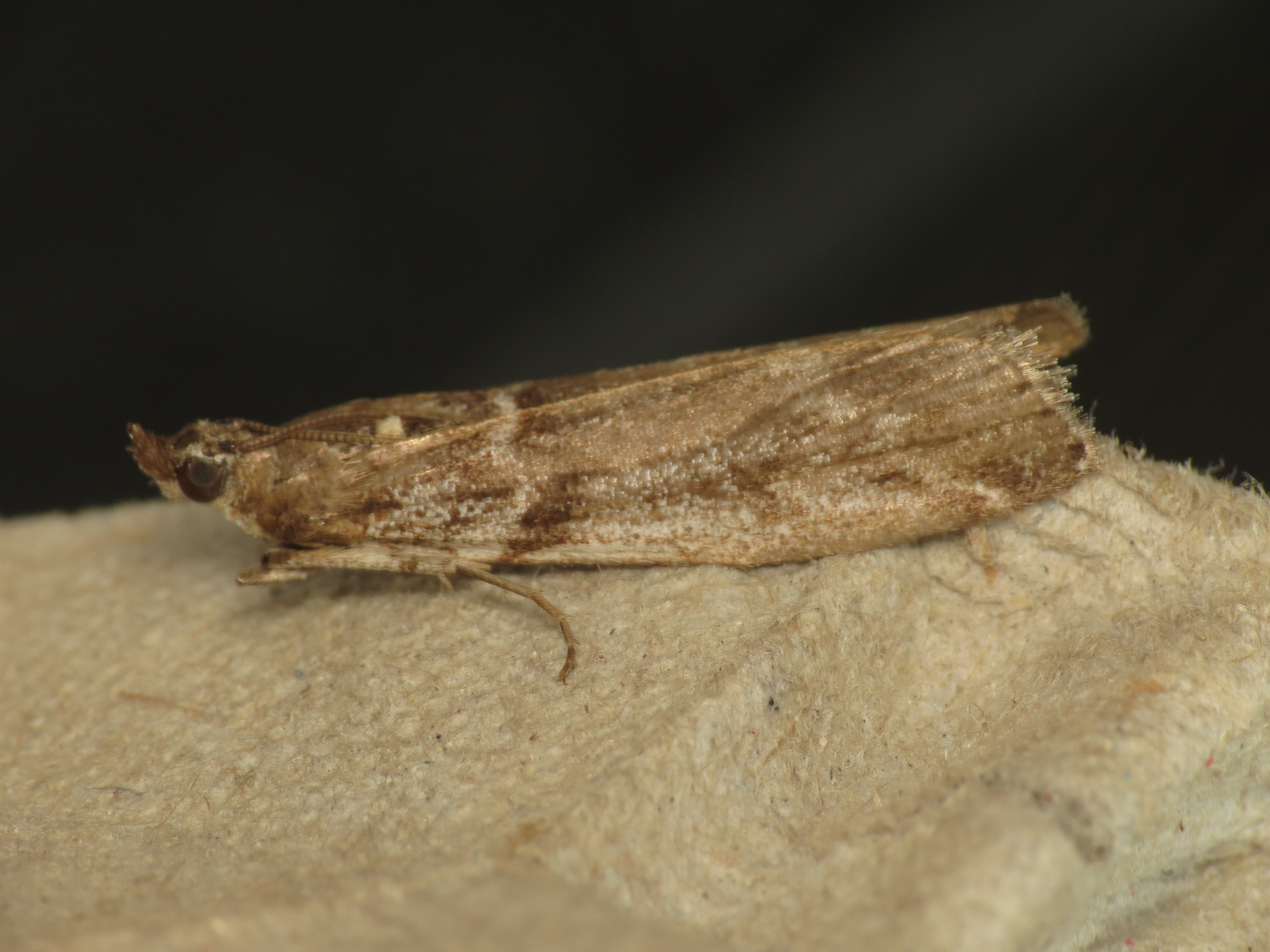
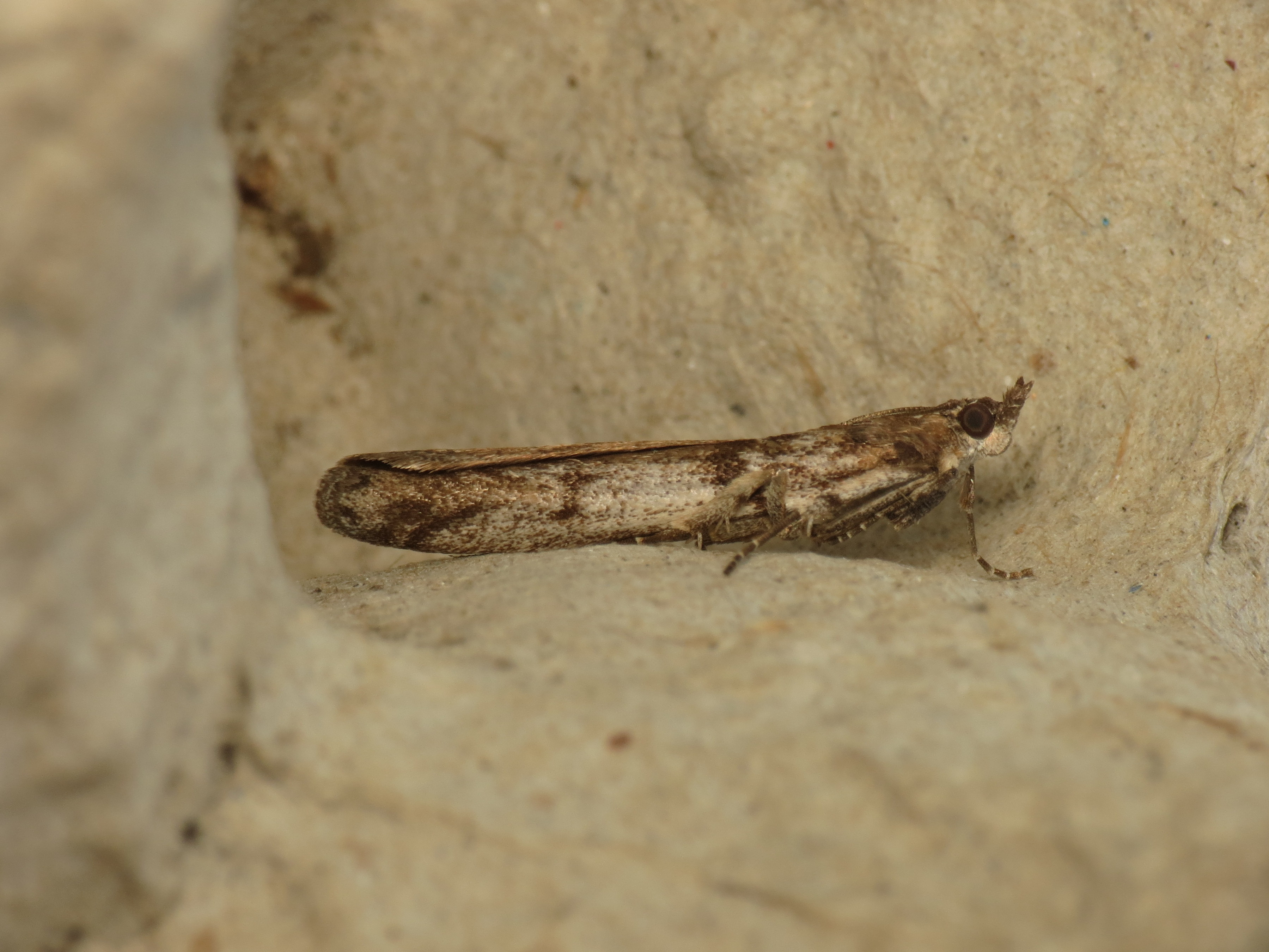
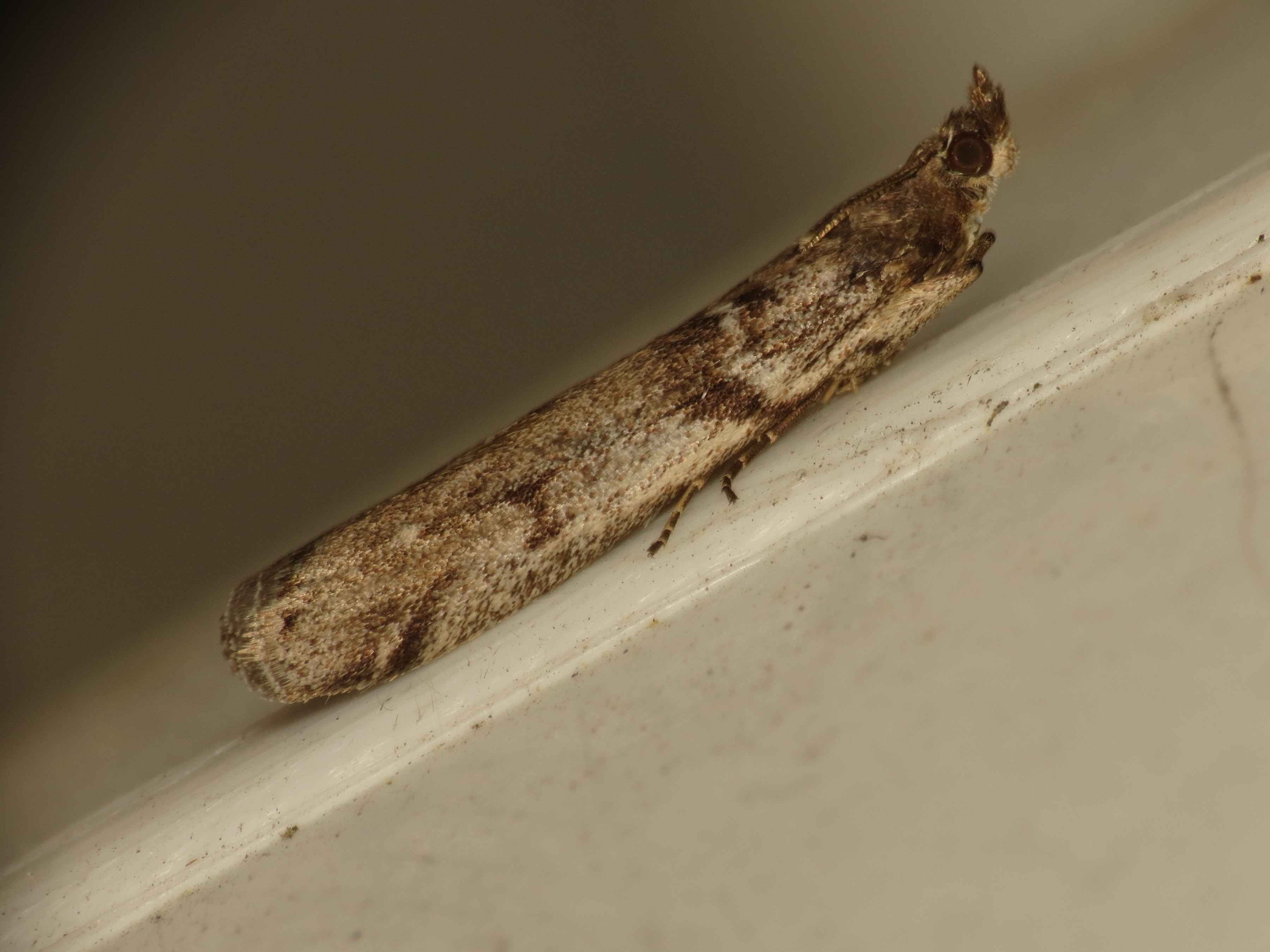
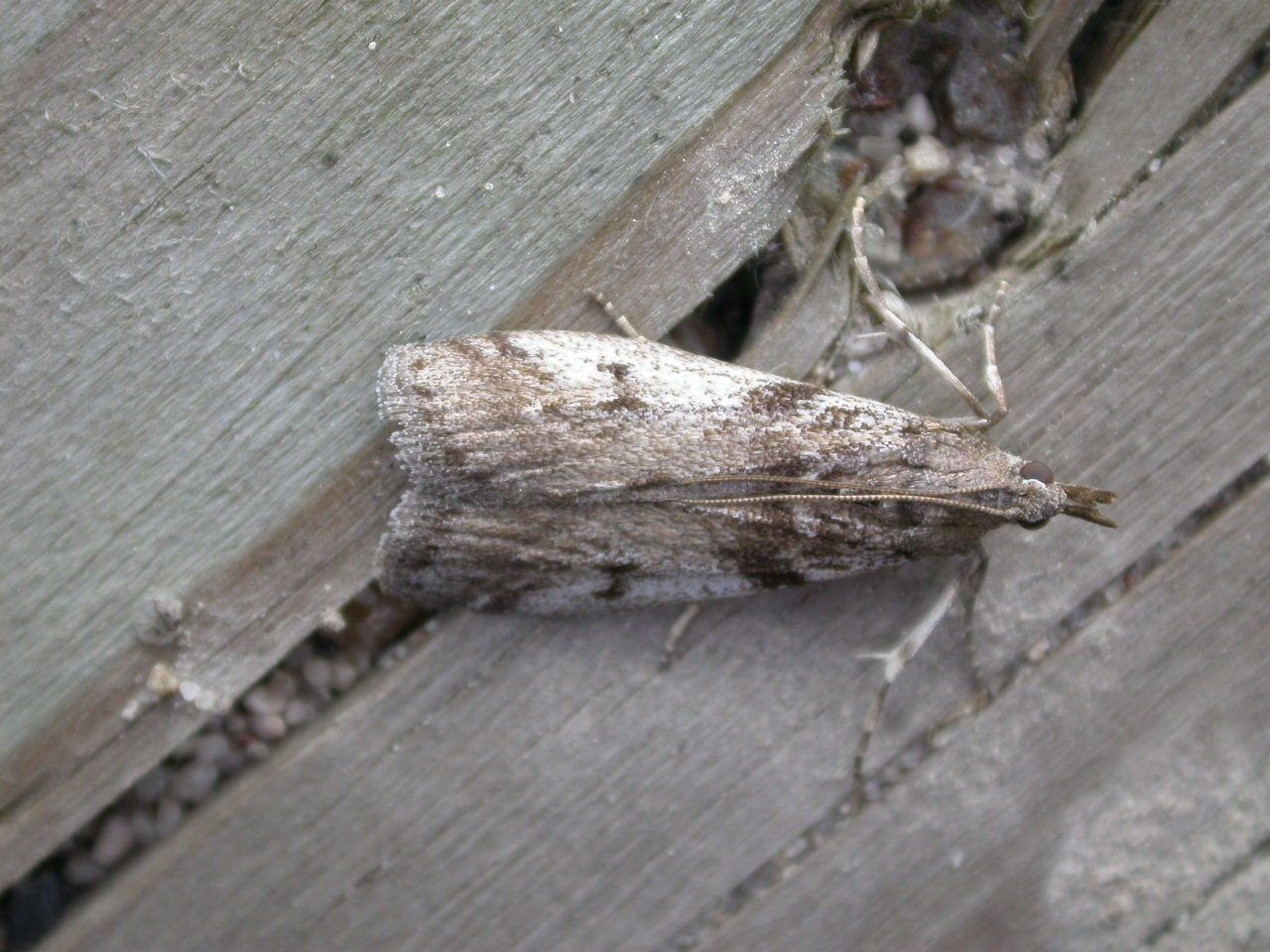
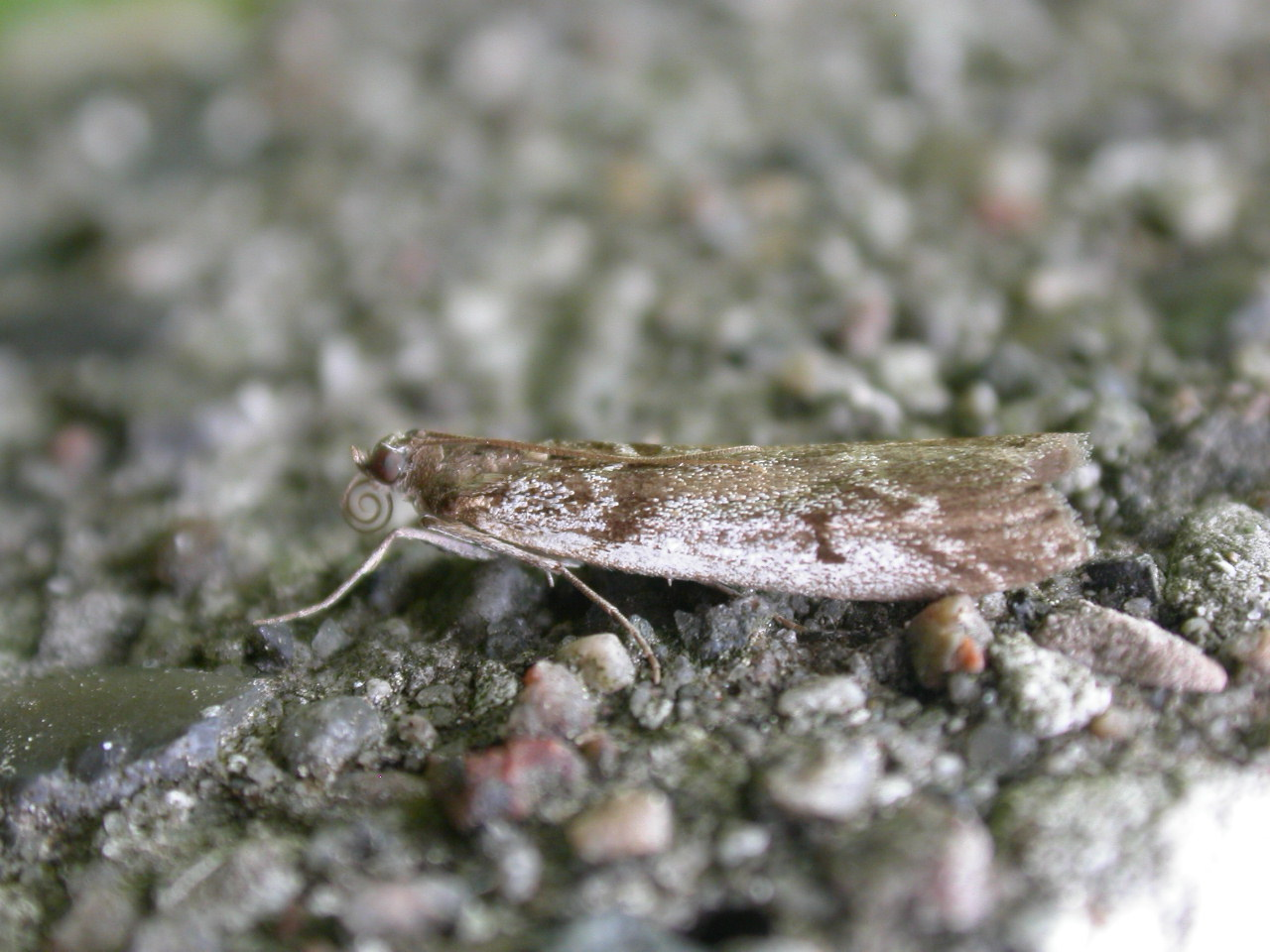
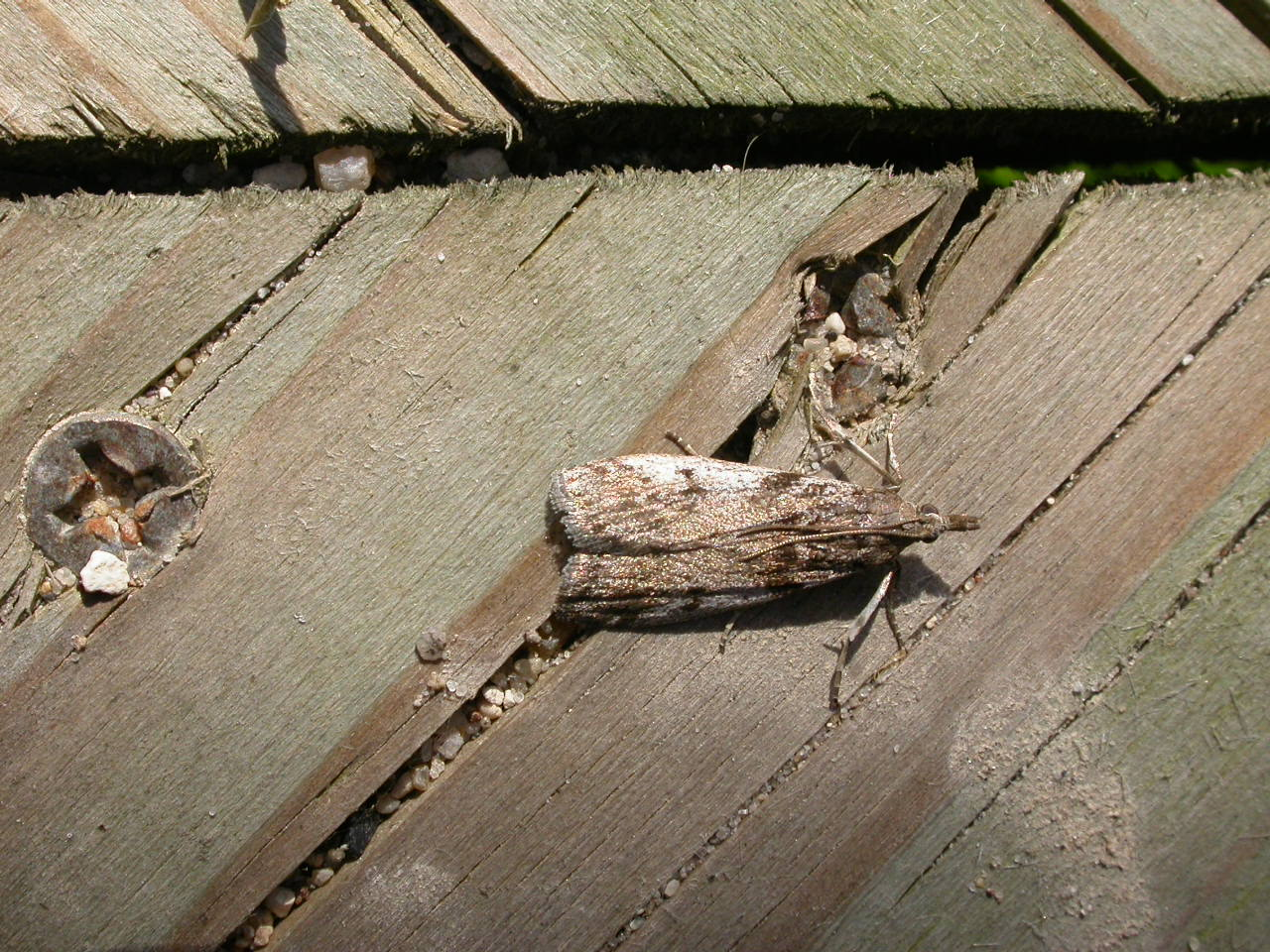

## Dottertaxa tillZophodia, i alfabetisk ordning[1][2]
- Zophodia analamprella
- Zophodia apicigrammella
- Zophodia asthenosoma
- Zophodia bella
- Zophodia bidentella
- Zophodia bollii
- Zophodia brevistrigella
- Zophodia chilensis
- Zophodia cinereella
- Zophodia clarefacta
- Zophodia convolutella
- Zophodia creabates
- Zophodia dentata
- Zophodia didactica
- Zophodia dilativitta
- Zophodia doddalis
- Zophodia elongatella
- Zophodia fernaldialis
- Zophodia fieldiella
- Zophodia franconiella
- Zophodia fuscomaculella
- Zophodia gigantella
- Zophodia graciella
- Zophodia grisealis
- Zophodia grossulariae
- Zophodia grossularialis
- Zophodia grossulariella
- Zophodia heliophila
- Zophodia hemilutella
- Zophodia holochlora
- Zophodia huanucensis
- Zophodia ihouna
- Zophodia immorella
- Zophodia insignatella
- Zophodia insignis
- Zophodia junctolineella
- Zophodia leithella
- Zophodia leuconips
- Zophodia lignea
- Zophodia longipennella
- Zophodia lucidalis
- Zophodia maculifera
- Zophodia magnificans
- Zophodia nephelepasa
- Zophodia pallidella
- Zophodia parabates
- Zophodia pectinatella
- Zophodia penari
- Zophodia phryganoides
- Zophodia porrecta
- Zophodia prodenialis
- Zophodia punicans
- Zophodia stigmaferella
- Zophodia straminea
- Zophodia strigalis
- Zophodia subcanella
- Zophodia substituta
- Zophodia subumbrella
- Zophodia tapiacola
- Zophodia thalassophila
- Zophodia transilis
- Zophodia turbatella